# Indian Railways

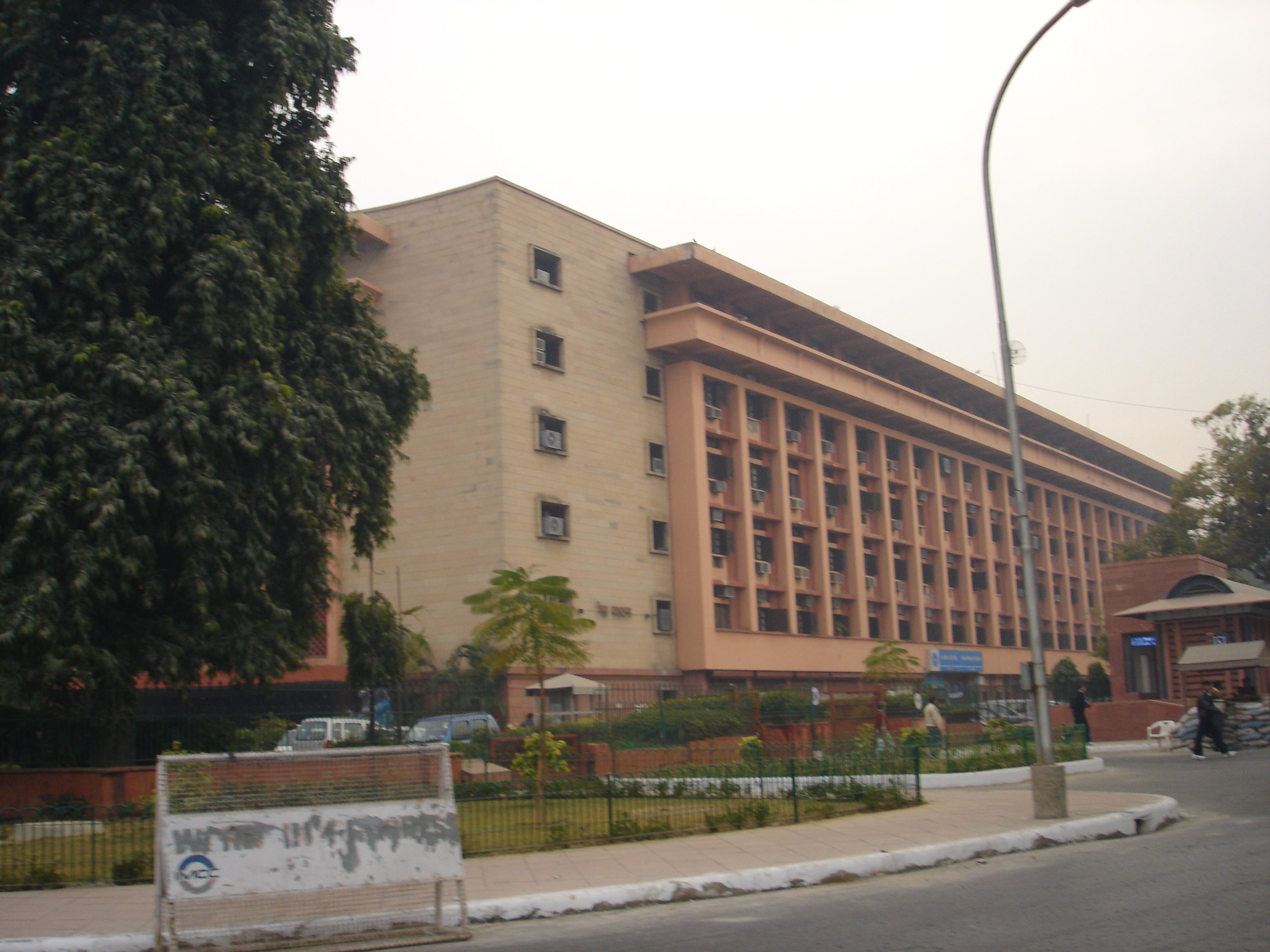
Rail Bhavan, Spoorweg hoofdkwartier

De Indian Railways (Hindi: भारतीय रेल, vertaling: Indiase spoorwegen), afgekort als IR, is een afdeling van de Indiase overheid die zorg draagt voor het functioneren van de spoorwegen in India. De Indian Railways valt onder het Ministerie van Spoorwegen. Het Ministerie wordt geleid door een in het kabinet zittende Minister van Spoorwegen (anno 2019 Piyush Goyal). De afdeling wordt geleid door de Railway Board (spoorwegraad). Het hoofdkwartier van de Indian Railways bevindt zich in New Delhi.

## Geschiedenis
De eerste spoorwegvoorstellen voor India werden in 1832 in Madras gedaan. 
De eerste spoorlijn van India heette Red Hill Railroad en werd gebouwd door Arthur Cotton om graniet te vervoeren voor de wegenbouw. Het liep van de Red Hills in Chennai naar de Chintadripet-brug in Madras en werd geopend op 12 september 1837. India's eerste passagierstrein, geëxploiteerd door de Great Indian Peninsula Railway en getrokken door drie stoomlocomotieven (Sahib, Sindh en Sultan), reed 34 kilometer (21 mijl) met 400 mensen in 14 rijtuigen op 1.676 mm (5 ft 6 in) breed spoorbreedte tussen Bori Bunder Mumbai en Thane op 16 april 1853.
In 1897 werd door veel spoorwegmaatschappijen verlichting in passagiersrijtuigen geïntroduceerd. Op 3 februari 1925 reed de eerste elektrische passagierstrein in India tussen Victoria Terminus en Kurla. 
In 1951 werden deze bedrijven genationaliseerd en tot één eenheid gesmeed. Het jaar daarop werden zes zones ingesteld. In 1951 werden ventilatoren en verlichting verplicht gesteld voor alle coupés in alle passagiersklassen en werden slaapplaatsen geïntroduceerd in rijtuigen. In 1956 werd de eerste trein met airconditioning geïntroduceerd tussen Howrah en Delhi (tegenwoordig bekend als Poorva Express). In 1987 werd in Mumbai gestart met de automatisering van het reserveringssysteem Op 3 augustus 2002 begon IR met online treinreserveringen en kaartverkoop.
Op 15 februari 2019 werd de eerste Vande Bharat Express tussen New Delhi en Varanasi afgevlagd op het treinstation van New Delhi. De tweede Vande Bharat-dienst werd gelanceerd tussen New Delhi en Katra.
| Jaar    | Lengte netwerk (in km) | Passagiers (in miljoen) | Locomotieven | Passagier- wagons | Vracht- wagons | Werknemers |
| ------- | ---------------------- | ----------------------- | ------------ | ----------------- | -------------- | ---------- |
| 1980-81 | 61.240                 | 3.613                   | 10.908       | 38.333            | 400.946        | 1.572.200  |
| 1990-91 | 62.367                 | 3.858                   | 8.417        | 38.511            | 346.102        | 1.651.800  |
| 2000-01 | 63.028                 | 4.833                   | 7.566        | 42.515            | 222.193        | 1.545.300  |
| 2010-11 | 64.460                 | 7.651                   | 9.213        | 61.983            | 229.997        | 1.332.000  |
| 2013-14 | 65.808                 | 8.397                   | 10.499       | 65.358            | 245.267        | 1.334.000  |

## Activiteiten

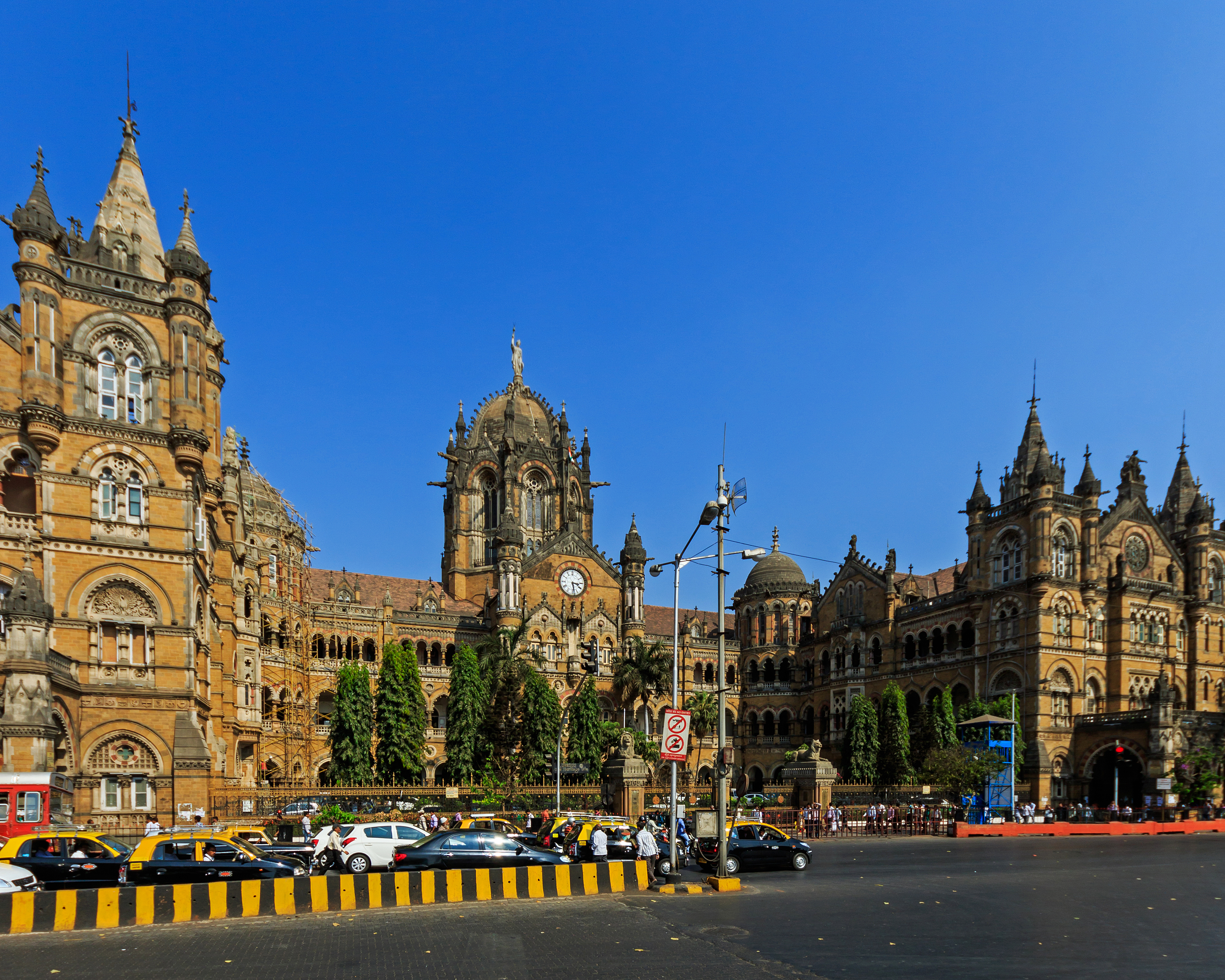
Het treinstation Chhatrapati Shivaji Terminus in Mumbai

Het is qua grootte het op drie na grootste nationale spoorwegsysteem ter wereld, met een totale routelengte van 68.043 km (42.280 mi), renbaanlengte van 102.831 km (63.896 mi) en baanlengte van 128.305 km (79.725 mi) vanaf 31 Maart 2022. 
58.812 km (36.544 mi) van alle spoorlijnen zijn geëlektrificeerd met 25 kV 50 Hz AC elektrische tractie vanaf 1 april 2023.

### Prestaties
In 2020 vervoerde Indian Railways 808,6 crore (8,086 miljard) passagiers en in 2022 vervoerde Railways 1418,1 miljoen ton vracht. Het rijdt dagelijks 13.169 passagierstreinen, zowel op langeafstands- als voorstedelijke routes, met 7.325 stations in heel India. Post- of sneltreinen, de meest voorkomende soorten treinen, rijden met een gemiddelde snelheid van 50,6 km / u (31,4 mph). EMU's in de voorsteden rijden met een gemiddelde snelheid van 37,5 km / u (23,3 mph). Gewone passagierstreinen (incl. gemengd) rijden met een gemiddelde snelheid van 33,5 km/u. De maximumsnelheid van passagierstreinen varieert, waarbij de Vande Bharat Express een topsnelheid van 180 km / u (110 mph) haalt.
In het vrachtsegment rijdt IR dagelijks 8.479 treinen. De gemiddelde snelheid van goederentreinen ligt rond de 42,2 km/u (26,2 mph). De maximumsnelheid van goederentreinen varieert van 60-75 km / u (37-47 mph), afhankelijk van hun asbelasting, waarbij 'containerspecial'-treinen met een pieksnelheid van 100 km / u (62 mph) rijden.
Vanaf maart 2022 bestond het rollend materieel van Indian Railways uit 3.18.196 goederenwagons, 84.863 passagiersrijtuigen en 13.215 locomotieven. In maart 2020 had het 1,38 miljoen werknemers, waarmee het de tiende grootste werkgever ter wereld is.

### Hogesnelheidstrein
Eind 2015 gaf het kabinet van Narendra Modi toestemming voor een hogesnelheidstrein van Japanse makelij tussen de steden Mumbai en Ahmedabad. De huidige reistijd van acht uur gaat dankzij de trein omlaag naar twee. De kosten voor de aanleg van de 500 kilometer lange spoorweg en de aanschaf van de treinen zijn begroot op 13,4 miljard euro. Japan geeft hiervoor een lening tegen zeer gunstige voorwaarden.

### Toerisme
Het Palace on Wheels is een luxe treindienst, vaak getrokken door een stoomlocomotief, om het toerisme in Rajasthan te promoten. De trein heeft een reisschema van zeven nachten en acht dagen op een rondreis van New Delhi via Jaipur, Sawai Madhopur en Chittaurgarh, Udaipur, Jaisalmer, Jodhpur, Bharatpur en Agra.
Royal Rajasthan on Wheels bestrijkt een aantal toeristische bestemmingen in Rajasthan. De zevendaagse tour van acht nachten is een rondreis vanaf het Safdarjung-station in New Delhi via Jodhpur, Udaipur en Chittaurgarh, Ranthambore National Park en Jaipur, Khajuraho, Varanasi en Sarnath en Agra.
Maharajas' Express, een luxe trein die wordt geëxploiteerd door de Indian Railway Catering and Tourism Corporation (IRCTC), rijdt van oktober tot april op vijf routes naar ongeveer 12 bestemmingen in het noordwesten en midden van India (gecentreerd rond Rajasthan).
De Deccan Odyssey omvat toeristische bestemmingen in Maharashtra en Goa. De achtdaagse tour van zeven nachten begint in Mumbai en stopt bij Jaigad Fort, Ganapatipule en Ratnagiri, Sindhudurg, Tarkarli en Sawantwadi, Goa, Kolhapur en Pune (dag 5), Aurangabad en Ellora Caves, en Ajanta Caves en Nashik.
The Golden Chariot is een luxe treindienst die op twee tours rijdt: Pride of the South en Splendor of the South.
De Mahaparinirvan Express, een dienst met airconditioning, ook wel bekend als de boeddhistische circuittrein, wordt gerund door de IRCTC voor boeddhistische pelgrims. De achtdaagse tour van zeven nachten begint in New Delhi en bezoekt Bodh Gaya, Rajgir en Nalanda, Varanasi en Sarnath, Kushinagar en Lumbini, Sravasti en de Taj Mahal.
The Fairy Queen, een toeristische attractie die ook wel bekend staat als 's werelds oudste werkende stoommachine, trekt een luxe trein van Delhi naar Alwar.

## Zones

Schematische kaart van zones en het spoorwegennet in India

Er zijn zestien zones. Elke zone wordt geleid door een General Manager (GM) die weer rapporteert aan de Railway Board. De zones bestaan op hun beurt weer uit een bepaald aantal divisies, die elk hun eigen hoofdkantoor hebben. Er zijn in totaal 67 divisies.
| Nr. | Naam                       | Afk. | Hoofdkantoor | Opgericht op    |
| --- | -------------------------- | ---- | ------------ | --------------- |
| 1.  | Northern Railway           | NR   | Delhi        | 14 april 1952   |
| 2.  | North Eastern Railway      | NER  | Gorakhpur    | 1952            |
| 3.  | Northeast Frontier Railway | NFR  | Guwahati     | 1958            |
| 4.  | Eastern Railway            | ER   | Calcutta     | April 1952      |
| 5.  | South Eastern Railway      | SER  | Calcutta     | 1955            |
| 6.  | South Central Railway      | SCR  | Secunderabad | 2 oktober 1966  |
| 7.  | Southern Railway           | SR   | Chennai      | 14 april 1951   |
| 8.  | Central Railway            | CR   | Mumbai       | 5 november 1951 |
| 9.  | Western Railway            | WR   | Mumbai       | 5 november 1951 |
| 10. | South Western Railway      | SWR  | Hubli        | 1 april 2003    |
| 11. | North Western Railway      | NWR  | Jaipur       | 1 oktober 2002  |
| 12. | West Central Railway       | WCR  | Jabalpur     | 1 april 2003    |
| 13. | North Central Railway      | NCR  | Allahabad    | 1 april 2003    |
| 14. | South East Central Railway | SECR | Bilaspur     | 1 april 2003    |
| 15. | East Coast Railway         | ECoR | Bhubaneshwar | 1 april 2003    |
| 16. | East Central Railway       | ECR  | Hajipur      | 1 oktober 2002  |
| 17. | Konkan Railway             | KR   | Navi Mumbai  | 26 januari 1998 |

De metro van Calcutta is in bezit van en wordt beheerd door de Indian Railways, maar is geen onderdeel van een zone. Bestuurlijk wordt het echter wel beschouwd als een zone.